# Diocèse d'Ales-Terralba
Le diocèse d'Ales-Terralba (en latin : dioecesis Uxellensis-Terralbensis), est un diocèse de l'église catholique basé à Ales. C'est un diocèse suffragant de l'archidiocèse d'Oristano en région Sardaigne, en Italie.
Il a pour cathédrale la cathédrale d'Ales et pour cocathédrale la cathédrale de Terralba.

## Territoire
Le diocèse d'Ales-Terralba s'étend sur deux provinces en Sardaigne pour un total de 38 communes :
- en province d'Oristano : Albagiara, Ales, Baradili, Baressa, Curcuris, Gonnoscodina, Gonnosnò, Gonnostramatza, Mogoro, Morgongiori, Pau, Pompu, San Nicolò d'Arcidano, Simala, Sini, Siris, Terralba, Uras, Usellus et Villa Verde[2] ;
- en province du Sud-Sardaigne : Arbus, Collinas, Genuri, Gonnosfanadiga, Guspini, Las Plassas, Lunamatrona, Pabillonis, Pauli Arbarei, San Gavino Monreale, Sardara, Setzu, Siddi, Tuili, Turri, Ussaramanna, Villacidro et Villanovaforru[2].

Le diocèse a pour siège épiscopal la ville d'Ales et plus précisément la cathédrale d'Ales, mais il possède aussi une cocathédrale à Terralba, la cathédrale de Terralba.
Le territoire du diocèse d'Ales-Terralba s'étend sur 1 494 km2 et il est divisé en 57 paroisses.

## Histoire

### Ales

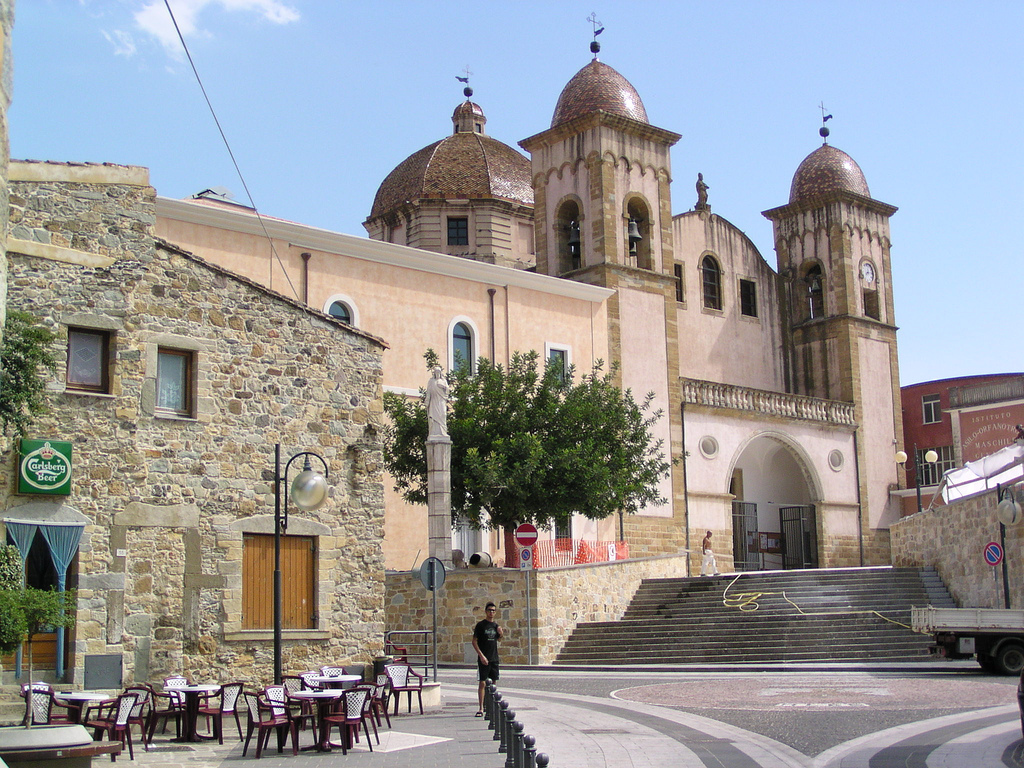
La cathédrale d'Ales.

Les origines du diocèse d'Usellus sont incertaines. L'historiographie traditionnelle sarde attribue sa fondation aux alentours du VIe siècle. En effet, dans une lettre envoyée par le pape Grégoire Ier au métropolite de Cagliari, Ianuarius, on retrouve une liste de tous les évêques de l'île et certains historiens identifient un de ceux-là (l'évêque Agatone ou l'évêque Vincenzo) à l'évêque d'Usellus. Cependant, selon d'autres historiens, ces hypothèses sont infondées.
Le diocèse a été érigé (ou reconstruit selon les versions) dans la deuxième moitié du XIe siècle à l'occasion de la réorganisation de l’Église sarde pendant le pontificat du pape Alexandre II. Le diocèse faisait partie du Judicat d'Arborée et était donc suffragant de l'Archidiocèse d'Arborée. Le premier évêque attesté est Murrellu (ou Pello) dans le Condake de Santa Maria di Bonarcado en 1146.
Le siège de ce diocèse n'est pas bien défini. Il pourrait être Usellus, mais également Ales, car on ne sait pas actuellement dans laquelle de ces deux villes habitait l'évêque. Le nom de diocèse d'Usellus est le premier utilisé, mais en 1182, dans un document sur l'évêque Comita Pais, apparait également celui d'Ales, bien que le titre d'Usellus continue d'être utilisé. À une date imprécise et à la suite de la destruction du village d'Usellus et du massacre de ses habitants, le siège épiscopal est définitivement déplacé à Ales où est érigée la cathédrale d'Ales. Selon une autre version, c'est à la fin du XVe siècle et au début du XVIe siècle que la feudataire des lieux, Violante Carroz, aurait fait construire la cathédrale d'Ales, dans laquelle l'évêque se serait déplacé de la ville voisine d'Usellus.
Le diocèse, d'après la Rationes decimarum, comptait au XIVe siècle les paroisses d'Ales, Almos, Atzeni, Baradili, Baressa, Barumele, Cilixia, Curcuris, Escovedu (ou Iscopediu), Figu, Gesturi, Gonnosnò, Las Plassas, Lunamatrona, Ollastra (ou Albagiara), Pau, Pauli Arbarei, Setzu, Siddi, Sini, Tuili, Turri, Usellus, Ussaramanna, Ussarella, Villanovaforru, Villa Verde (ou Bannari) et de Zeppara.
La liste des évêques d'Ales est très irrégulière jusqu'à la première moitié du XIVe siècle. Parmi les évêques les mieux documentés, on note Giovanni di Vieri qui avait été élu évêque du diocèse de Nuoro en 1329 avant d'être nommé évêque d'Ales par le pape Jean XXII en 1330, charge qu'il garde jusqu'en 1367 en s'inscrivant ainsi dans les épiscopats les plus longs de la Sardaigne. Pendant le Grand Schisme d'Occident, les curies papales de Rome et d'Avignon nommèrent leurs propres évêques du diocèse d'Ales.
Pendant l'épiscopat de Bernardo di Michele, le siège d'Ales a été temporairement uni à celui de Terralba jusqu'en 1475. Cette union devient définitive en 1503.

### Terralba
Le diocèse de Terralba a, comme celui d'Ursellus, été érigé dans la seconde moitié du XIe siècle quand a été instituée la province ecclésiastique du Judicat d'Arborée. Il s'étendait alors sur les curatorie de Bonurzoli et de Parte Montis. Le premier évêque attesté est Mariano qui a consacré la cathédrale de Terralba en 1144. Comme pour Ursellus-Ales, la liste des évêques du diocèse ne devient régulière qu'à partir du XIVe siècle.
Parmi les ordres attestés dans le diocèse, on trouve les Vallombrosains qui ont fondé au XIIe siècle le monastère de San Michele di Tamis, dont les vestiges se trouvent sur la commune de Masullas. Le diocèse s'étendait sur les paroisses d'Arbus, Arcidano Magno (ou San Nicolò Arcidano), Architano Parvo, Cansella, Cracargia (ou Cargi), Fluminimaggiore, Fontana de Urgo, Forru (ou Collinas), Genna, Genusi, Gonnosfanadiga, Gonnoscodina, Gonnostramatza, Gozula, Gulsuè, Guspini, Marrubiu, Monreale, Pabillonis, Pardu, Pompu, San Gavino Monreale, Sardara, Serdis de Monte, Serru, Serzela, Sey, Simala, Tamis, Taverna, Terralba, Uras, Uta Passaris, Villa d'Abbas, Villa Jaca et Zuradili.

### L'unification des sièges
Les diocèses d'Ales et de Terralba sont unis par le pape Jules II le 8 décembre 1503 avec la bulle apostolique Aequum reputamus en mettant ainsi en œuvre une décision qui avait été prise par son prédécesseur le pape Alexandre VI. Le siège épiscopal de ce nouveau diocèse est alors établi à Ales et le premier évêque en est Giovanni Sanna qui gouverne à partir de 1507, après la mort de Giovanni Crespo, dernier évêque d'Ales.
Parmi les évêques les plus connus du diocèse, on compte Andrea Sanna (1521-1534) qui a occupé la charge d'inquisiteur du royaume de Sardaigne, Pedro del Frago Garcés (1562-1566) qui a été théologien au concile de Trente, Miguel Beltrán (1648-1643) qui a fondé les monts de piété pour combattre l'usure, Domenico Cugia (1684-1691) qui a fait reconstruire la cathédrale et Francesco Zunnui Casula (1867-1893) qui a été l'un des théologiens du premier concile œcuménique du Vatican.
Par une concession spéciale des rois espagnole puis de la maison de Savoie, entre 1644 et 1866 l'évêque ne pouvait être choisi que parmi le clergé sarde. Au XIXe siècle, à cause des rapports difficiles entre l’État et l’Église, le siège du diocèse a souvent été vacant.
Le 30 septembre 1986, avec le décret Instantibus votis émis par la congrégation pour les évêques, l'administration du diocèse a été pleinement unifiée en prenant ainsi le nom de diocèse d'Ales-Terralba.

## Liste des évêques
Voici la liste des évêques d'Usellus, d'Ales et de Terralba.

### Évêques d'Usellus (Ales)
- Anonyme (au temps du pape Grégoire Ier)
- Pello ou Rello ou Murrellu (mentionné en 1146)
- Mauro (mentionné en 1182)[8]
- Comita Pais (mentionnée également en 1182)
- Mariano (mentionné en 1206)
- Giovanni Marras (avant 1230 - après 1237)
- Anonyme (mentionné en 1263)
- Roberto Drago, Ordre des Prêcheurs (1312 - 1320)
- Giovanni (mentionné en juillet 1330)
- Giovanni di Vieri (27 juillet 1330 - 1367)
- Giacomo (16 août 1367 - 1373)
- Rattachement à Rome et à Pise
  - Cristoforo (mentionné en 1396)
  - Gomezio
  - Antonio de Rome (28 novembre 1396 - 1402)
  - Giacomo II (9 octobre 1402 - 3 août 1403 nommé évêque du Diocèse de Lavello)
  - Giovanni III (à partir du 3 août 1403)
  - Pietro Spinola, Ordre de Saint-Benoît (à partir du 11 juillet 1413)
- Rattachement à Avignon
  - Pietro (27 avril 1412 - 8 octobre 1414 nommé archevêque de l'Archidiocèse de Cagliari)
- Bernardo ou Leonardo Rubeo (25 avril 1418 - 1421)
- Giovanni da Campolongo, Ordre du Carmel (14 mars 1421 - 1425)
- Giacomo da Villanova, Ordre des frères mineurs (12 décembre 1425 - 1439)
- Juan García de Aragón, Ordre des Prêcheurs (1er juillet 1439 - 5 octobre 1444 nommé archevêque de l'Archidiocèse de Syracuse)
- Bernardo Michele, Ordre des Prêcheurs (16 octobre 1444 - 1er octobre 1454)
- Antonio di Vich (18 décembre 1454 - 1455)
- Giovanni di Magarola (1457 - 1463)
- Giovanni de la Bona (18 décembre 1463 - 1484)
- Pere García (21 juillet 1484 - 14 juin 1490 nommé archevêque de l'Archidiocèse de Barcelone)
- Michele Danyon (14 juin 1490 - 1493)
- Giovanni Crespo ou Crispi (2 octobre 1493 - 18 janvier 1507)

### Évêques de Terralba
- Mariano (mentionné en 1144)
- Ildebrandino ou Alibrandino (mentionné en 1146)
- Mariano ou Mariniano Zorrachi (avant 1182 - après 1206)
- Torgotorio de Muru (vers 1210 - 30 octobre 1224 nommé archevêque de l'Archidiocèse d'Oristano)
- Guantino, dit Costantino, da Siuru (avant 1228 - après 1248)
- Anonyme (mentionné en 1252)
- Anonyme (mentionné en 1254)
- Anonyme (mentionné en 1263)
- Furato (mentionné en 1300)
- Oddone Sala, Ordre des Prêcheurs (14 mars 1300 - 7 février 1302 nommé évêque du Diocèse de Parenzo et Pola)
- Roberto Vacca, Ordre des frères mineurs (1er septembre 1302 - 1329)
- Martino (20 octobre 1329 - 1332)
- Giovanni Rossi, Ordre du Carmel (6 avril 1332 - 1356)
- Guglielmo d'Aragona, Ordre des Prêcheurs (15 juin 1356 - 1364)
- Giovanni II (13 septembre 1364 - 1389)
- Rattachement à Avignon
  - Pietro Ferrari, Ordre des frères mineurs (17 septembre 1389 - 1412)
  - Guglielmo Vacca, Ordre des Prêcheurs (16 septembre 1412 - 1419)
- Rattachement à Rome et à Pise
  - Francesco Pasarino (25 octobre 1378 - 1388)
  - Fennis (mentionné le 5 novembre 1386 - 1409)
  - Francesco (mentionné en 1409 - 1411)
  - Francesco de Rome, (5 octobre 1411 - 1412)
- Matteo Serra, Ordre des Prêcheurs (21 juin 1419 - 1425)
- Domenico Di Giovanni, Ordre des Prêcheurs (28 février 1425 - 1436)
- Giacomo Fortesa (27 juin 1436 - 1443)
- Biagio Pyn, Ordre des frères mineurs (à partir d'octobre 1442)
- Giovanni de Aranda (6 septembre 1443 - 16 octobre 1444 nommé archevêque titulaire de Gabala (de))
- Siège uni à Ales (1444-1475)
- Giovanni Pellis (18 août 1475 - 1484)
- Giovanni Orient, Ordre des frères mineurs (22 septembre 1484 - 1503)
- Siège vacant (1503-1507)

### Évêques d'Ales et Terralba
- Giovanni Sanna (27 janvier 1507 - 23 janvier 1516 nommé archevêque de l'Archidiocèse de Sassari)[9]
- Andrea Sanna (10 mars 1521 - 3 août 1554 nommé archevêque de l'Archidiocèse d'Oristano)
- Siège vacant (1554-1557)
- Gerardo Dedoni (à partir du 10 décembre 1557)
- Pedro del Frago Garcés (6 novembre 1562 - 20 décembre 1566 nommé évêque du Diocèse d'Alghero-Bosa)
- Lorenzo di Villa, Ordre des frères mineurs (mentionné en 1567)
- Miguel Maigues ou Manríquez (à partir du 13 décembre 1568)
- Giovanni Cannavera ou Cascavera, Frères mineurs conventuels (1er août 1572 - 1573)
- Giovanni Manca (à partir du 8 octobre 1574)
- Pedro Clement, Ordre du Carmel (23 janvier 1585 - 1601)
- Antonio Surreddu (13 août 1601 - août 1605)
- Lorenzo Nieto, Ordre de Saint-Benoît (17 avril 1606 - 12 août 1613 nommé évêque du Diocèse d'Alghero-Bosa)
- Diego de Borja, Ordre des frères mineurs (26 août 1613 - 1615)
- Gavino Manconi (30 mai 1616 - 1634)
- Melchiorre Pirella (7 mai 1635 - 1637)
- Miguel Beltrán (13 septembre 1638 - 1643)
- Antonio Manunta (18 avril 1644 - octobre 1662)
- Giovanni Battista Brunengo (13 août 1663 - novembre 1679)
- Serafino Esquirro (15 juillet 1680 - 1681)
- Domenico Cugia (10 avril 1684 - 1691)
- Francesco Masones y Nin (2 janvier 1693 - 15 septembre 1704 nommé archevêque de l'Archidiocèse d'Oristano)
- Isidoro Masones y Nin (15 décembre 1704 - janvier 1724)
- Salvatore Ruju (17 mars 1727 - janvier 1728)
- Giovanni Battista Sanna (14 juin 1728 - janvier 1736)
- Antonio Giuseppe Carcassona (26 septembre 1736 - 1er mai 1760)
- Giuseppe Maria Pilo, Ordre du Carmel (25 mai 1761 - 1er janvier 1786)
- Michele Antonio Aymerich (15 septembre 1788 - 23 juillet 1806)
- Siège vacant (1806-1819)
- Giuseppe Stanislao Paradiso (29 mars 1819 - 4 septembre 1822)
- Siège vacant (1822-1828)
- Antonio Raimondo Tore (28 janvier 1828 - 2 octobre 1837 nommé archevêque d'Archidiocèse de Cagliari)
- Siège vacant (1837-1842)
- Pietro Vargiu (22 luglio 1842 - 3 agosto 1866)
- Francesco Zunnui Casula (22 febbraio 1867 - 16 gennaio 1893 nommé archevêque de l'Archidiocèse d'Oristano)
- Palmerio Garau Onida (12 juin 1893 - 27 mars 1906)
- Siège vacant (1906-1910)
- Francesco Emanuelli (29 août 1910 - 10 octobre 1947)
- Antonio Tedde (5 février 1948 - 6 août 1982)
- Giovanni Paolo Gibertini, Ordre de Saint-Benoît (23 mars 1983 - 30 septembre 1986 nommé évêque d'Ales-Terralba)

### Évêques d'Ales-Terralba
- Giovanni Paolo Gibertini, Ordre de Saint-Benoît (30 septembre 1986 - 11 juillet 1989 nommé évêque du diocèse de Reggio d'Émilie-Guastalla)
- Antonino Orrù (9 avril 1990 - 5 février 2004)
- Giovanni Dettori (5 février 2004 - 10 février 2016)
- Roberto Carboni (10 février 2016 - 4 mai 2019)
- Roberto Carboni, archevêque d'Oristano, union épiscopale personnelle (depuis le 3 juillet 2021)

## Statistiques
| Année | Population | Population | Population  | Prêtres | Prêtres   | Prêtres   | Prêtres             | Religieux | Religieux | Paroisses |
| Année | Baptisés   | Total      | Pourcentage | Nombres | Séculiers | Réguliers | Baptêmes par prêtre | Hommes    | Femmes    | Paroisses |
| ----- | ---------- | ---------- | ----------- | ------- | --------- | --------- | ------------------- | --------- | --------- | --------- |
| 1905  | 59 530     | ?          | ?           | 102     | 102       | 0         | ?                   | ?         | ?         | 42        |
| 1959  | 100 000    | 100 000    | 100 %       | 85      | 80        | 5         | 1 176               | 6         | 78        | 45        |
| 1969  | 104 310    | 104 310    | 100 %       | 93      | 89        | 4         | 1 121               | 11        | 132       | 46        |
| 1980  | 100 005    | 100 190    | 99,8 %      | 75      | 71        | 4         | 1 333               | 6         | 102       | 61        |
| 1990  | 104 250    | 104 500    | 99,8 %      | 75      | 71        | 4         | 1 390               | 5         | 128       | 56        |
| 1999  | 102 981    | 102 981    | 100 %       | 76      | 69        | 7         | 1 355               | 8         | 115       | 57        |
| 2000  | 102 621    | 102 900    | 99,7 %      | 76      | 69        | 7         | 1 350               | 8         | 110       | 57        |
| 2001  | 102 539    | 102 803    | 99,7 %      | 77      | 71        | 6         | 1 331               | 7         | 106       | 57        |
| 2002  | 104 024    | 104,364    | 99,7 %      | 78      | 72        | 6         | 1 299               | 6         | 107       | 57        |
| 2003  | 101 546    | 102 016    | 99,5 %      | 79      | 71        | 8         | 1 285               | 8         | 109       | 57        |
| 2004  | 101 377    | 101 700    | 99,7 %      | 78      | 72        | 6         | 1 299               | 6         | 107       | 57        |
| 2006  | 100 866    | 101 232    | 99,6 %      | 70      | 70        | 0         | 1 440               | 0         | 101       | 57        |
| 2010  | 100 277    | 100 608    | 99,6 %      | 79      | 74        | 5         | 1 269               | 5         | 93        | 57        |
| 2012  | 99 336     | 99 598     | 99,7 %      | 70      | 65        | 5         | 1 419               | 5         | 91        | 57        |
| 2015  | 93 675     | 93 931     | 99,7 %      | 68      | 64        | 4         | 1 377               | 5         | 86        | 57        |
| 2020  | 91 387     | 91 535     | 99,8 %      | 61      | 54        | 7         | 1 498               | 5         | 76        | 57        |

## Source
- (en)/(it) Cet article est partiellement ou en totalité issu des articles intitulés en anglais « Roman Catholic Diocese of Ales-Terralba » (voir la liste des auteurs) et en italien « Diocesi di Ales-Terralba » (voir la liste des auteurs).